# Sphaleractis
Sphaleractis is een geslacht van vlinders van de familie tastermotten (Gelechiidae).

## Soorten
- S. epiclysta Meyrick, 1920
- S. eurysema Meyrick, 1904
- S. parasticta Meyrick, 1904
- S. platyleuca (Lower, 1897)